# چارلز ادوارد بیور
چارلز ادوارد بیوِر (انگلیسی: Charles Edward Beevor؛ ‏ ۱۲ ژوئن ۱۸۵۴ – ۵ دسامبر ۱۹۰۸) متخصص اعصاب و کالبدشناس اهل پادشاهی متحد بریتانیای کبیر و ایرلند بود. او در کالج دانشگاهی لندن درس خواند و کارش را بیمارستان ملی عصب‌شناسی و جراحی مغز و اعصاب آغاز نمود. او «کتاب راهنمای بیماری‌های دستگاه عصبی» را در سال ۱۸۹۸ منتشر کرد. وی نشانهٔ بیوِر، رفلکس حرکتی فک، و ناحیه‌ای از مغز را که خونرسانی‌اش که توسط شریان مشیمیه قدامی تأمین می‌شود، توصیف کرد. او همچنین «اصل بیوِر» را ابداع کرد که «مغز، ماهیچه‌ها را نمی‌شناسد، فقط حرکات را می‌شناسد.»